# Фолиняно
Фолиня̀но (на италиански: Folignano, на местен диалект Fijagnà, Фияня) е град и община в Централна Италия, провинция Асколи Пичено, регион Марке. Разположен е на 319 m надморска височина. Населението на общината е 9490 души (към 2011 г.).